# Montpelier (Indiana)
Montpelier es una ciudad ubicada en el condado de Blackford en el estado estadounidense de Indiana. En el Censo de 2010 tenía una población de 1805 habitantes y una densidad poblacional de 451,95 personas por km².

## Geografía
Montpelier se encuentra ubicada en las coordenadas 40°32′58″N 85°17′15″O / 40.54944, -85.28750. Según la Oficina del Censo de los Estados Unidos, Montpelier tiene una superficie total de 3.99 km², de la cual 3.99 km² corresponden a tierra firme y (0%) 0 km² es agua.

## Demografía
Según el censo de 2010, había 1805 personas residiendo en Montpelier. La densidad de población era de 451,95 hab./km². De los 1805 habitantes, Montpelier estaba compuesto por el 97.89% blancos, el 0.28% eran afroamericanos, el 0.33% eran amerindios, el 0.06% eran asiáticos, el 0% eran isleños del Pacífico, el 0.22% eran de otras razas y el 1.22% pertenecían a dos o más razas. Del total de la población el 0.94% eran hispanos o latinos de cualquier raza.